# 3680 Sasha
A 3680 Sasha (ideiglenes jelöléssel 1987 MY) a Naprendszer kisbolygóövében található aszteroida. Eleanor F. Helin fedezte fel 1987. június 28-án.